# Stella Den Haag
Stella Den Haag was een Nederlandse jeugdtheatergroep, opgericht in januari 1990 en tot en met 2012 gevestigd in Den Haag. In 2013 is het gezelschap als NTjong opgegaan in het Nationale Toneel.
Onder artistieke leiding van Hans van den Boom maakte Stella Den Haag voorstellingen voor kinderen, jongeren en volwassenen, met professionele acteurs, regisseurs en vormgevers. Geïnspireerd door sprookjes, mythen, literatuur, muziek en soms alleen door een woord of instrument creëerde Hans van den Boom jaarlijks gemiddeld drie nieuwe voorstellingen voor kinderen van 6 jaar of ouder en volwassenen. De laatste jaren regisseerde ook Erna van den Berg bij Stella Den Haag. Per 2013 werken Hans van den Boom en Erna van den Berg bij NTjong.
Jaarlijks speelde Stella Den Haag tussen 120 en 160 voorstellingen. Een groot deel daarvan was te zien in het eigen theater in Den Haag. Verder reisden de voorstellingen langs tal van andere theaters in Nederland en België. Stella Den Haag was ook te zien op festivals en theaters in Bosnië, Canada, Rusland, Denemarken, Duitsland, Frankrijk, Polen, Portugal, Zwitserland, Italië, Canada, Suriname, Australië en de Verenigde Staten. 
Vele voorstellingen werden genomineerd en/of bekroond met (internationale) jeugdtheaterprijzen, waaronder de 1000 Watt-prijs voor Bianca en de Jager en de nominatie voor dezelfde prijs voor Jaar van de Haas. Marie-L won de Krakeling Wisseltrofee. De jury van het Nederlands Theaterfestival selecteerde Carmen als een van de meest belangwekkende voorstellingen van het seizoen en actrice Anniek Pheifer werd genomineerd voor de Gouden Krekel (meest indrukwekkende podiumprestatie) voor haar vertolking van de hoofdrol. 